# 福岡県立三池高等学校
福岡県立三池高等学校（ふくおかけんりつ みいけこうとうがっこう）は、福岡県大牟田市大字草木にある県立高等学校。略称は三池、三高。

## 歴史
大牟田地方には明治初期に福岡県立橘中学校があったが、その廃校後は中学校が置かれることはなく、中学校への進学希望者は八女中学校か中学伝習館への進学を余儀なくされていた。このような事情のもと、銀水村の村長・千田誠一の銀水村への中学校誘致への積極的な働きかけのもと実現した。
三池中学校は1917年（大正6年）、上官町の第五大牟田市立尋常小学校の仮校舎で授業が開始され、その1年後、三池郡銀水村大字草木（現在の大牟田市大字草木）の現在地に移転した。県立三池中学は、戦後の学制改革により、1948年（昭和23年）に三池高校となった。

### 年表
- 1916年（大正5年）12月 - 福岡県会において、福岡県立三池中学校の設置が可決される。
- 1917年（大正6年）
  - 2月16日 - 三池郡銀水村草木への福岡県立三池中学校の設置が認可される。入学資格を尋常小学校修了者、修業年限を5年[2]、定員を700名とする。
  - 4月1日 - 「福岡県立三池中学校」が設置される。
  - 4月10日 - 第五大牟田尋常小学校を仮校舎として、授業を開始。
- 1940年（昭和15年）4月 - 補習科を設置。
- 1941年（昭和16年）4月 - 国民学校令の施行により、入学資格が国民学校初等科修了者に改められる。
- 1944年（昭和19年）4月 - 教育ニ関スル戦時非常措置方策により、修業年限が5年から4年に短縮される。
- 1946年（昭和21年）4月 - 終戦により、修業年限が5年に戻る（4年で卒業することもできた）。
- 1947年（昭和22年）4月 - 旧制中学校としての生徒募集を停止。学制改革による経過措置で、新制中学校を併設し（以下・併設中学校）、旧制中学校1・2年修了者を新制中学2・3年生として収容。
- 1948年（昭和23年）4月 - 学制改革により、新制高等学校「福岡県立三池高等学校」（この時点では男子校）に改組・改称。併設中学校を継承し、1946年（昭和21年）に旧制中学校へ最後に入学した3年生のみとなる。
- 1949年（昭和24年）
  - 3月31日 - 最後の卒業生を送り出し、併設中学校を廃止。
  - 4月1日 - 学区制・男女共学を開始。定時制課程を設置。

## 年間行事
- 4月 - 入学式、宿泊研修（諫早1年生のみ）
- 5月 - 特になし
- 6月 - 大運動会
- 7月 - クラスマッチ、スピーチコンテスト、冬期補習
- 8月 - 夏期補習(課外)、テーブルマナー講習会（1年生）
- 9月 - 三高祭(文化祭)
- 10月 - 中学生オープンスクール、
- 11月‐修学旅行(2年生)
- 12月 - 人権講演会、冬季補習(課外)、修学旅行(2年生)
- 1月 - 冬季補習
- 2月 - 創立記念日講座、マラソン大会（1,2,３年生）
- 3月 - 卒業証書授与式、

## 校訓
- 進取 前途の困難を排し、何事にも自分で進んで取り組むという開拓精神や積極性を示す。
- 至誠 天地自然万物に対する感謝の念をもって、物事に接するという思いやりや真心を示す。
- 自治　自らの主体性を高め、責任感と義務感を持つという智の精神を意味する。

これらの校訓は校歌の歌詞の3番に使われている。

## 校歌
- 作詞：頓田元穂
- 作曲：横田三郎

## 学区
福岡県第10学区。
- 大牟田市
- みやま市
- 柳川市
- 大川市
- 久留米市のうち三潴・城島中学校の校区（旧三潴町・城島町）
- 三潴郡大木町

かつては第12学区（大牟田市および当時の三池郡高田町）に含まれていたが、2003年度より当時の第11学区と第12学区が統合されたため通学区域が拡大した。
また熊本県全域（ただし熊本県からの自宅通学者は入学定員の10％以内に限る）

## 交通
最寄りの鉄道駅
- JR鹿児島本線「銀水駅」より徒歩3分
- 西鉄天神大牟田線「西鉄銀水駅」より徒歩5分

最寄りのバス停
- 西鉄バス大牟田「草木」バス停より徒歩5分

最寄りの道路
- 国道208号
- 福岡県道786号手鎌三池線

## その他
- 現在、校舎が改築中であり、実習する教室がないため、理科や家庭科の実験や実習が行われない。
- 定期的に三池工業高校による招待試合が行われており両校の全校生徒が集まって野球観戦をする。

## 著名な出身者
- 上田清司（参議院議員、元衆議院議員・埼玉県知事）
- 桑原潤（元ヤクルト社長・ヤクルトスワローズオーナー）
- 檀克義（ローランド会長）
- 鳥井守幸（元サンデー毎日編集長、帝京平成大学教授）
- 田中敏朗（元プロボクサー）
- 田島誠司（マツダロータリーエンジン開発チーフエンジニア）
- 毛利恒之（脚本家）
- 上野照剛（工学者、東京大学名誉教授）
- 江口公典（法学者、慶應義塾大学名誉教授）
- 松尾浩也（法学者、東京大学名誉教授）
- 龍隆行（元プロ野球選手・プロボウラー）
- 永利新一（実業家、元オーム乳業社長、公認会計士）
- 港健二郎（映画監督・脚本家）
- 福井健夫（郷土史家）
- 四方堂亘（俳優）
- 中村和彦（映画監督・脚本家）
- 萩森千聖 （少女漫画家）
- 中島正（元海軍軍人、零戦搭乗員）
- 大津英敏（画家）[要出典]
- 山川博功（実業家 - 株式会社ビィ・フォアード創業者、株式会社ワイズ山川代表取締役）
- 山田文比古（東京外国語大学教授、元外務官僚）
- 坂元一哉（政治学者、大阪大学教授）[要出典]
- 佐藤正和（俳優）
- 中尾昌弘（前福岡県大牟田市長）